# Neil Newbon
 (février 2024).
La mise en forme du texte ne suit pas les recommandations de Wikipédia : il faut le « wikifier ».
Les points d'amélioration suivants sont les cas les plus fréquents. Le détail des points à revoir est peut-être précisé sur la page de discussion.
- Les titres sont pré-formatés par le logiciel. Ils ne sont ni en capitales, ni en gras.
- Le texte ne doit pas être écrit en capitales (les noms de famille non plus), ni en gras, ni en italique, ni en « petit »…
- Le gras n'est utilisé que pour surligner le titre de l'article dans l'introduction, une seule fois.
- L'italique est rarement utilisé : mots en langue étrangère, titres d'œuvres, noms de bateaux, etc.
- Les citations ne sont pas en italique mais en corps de texte normal. Elles sont entourées par des guillemets français : « et ».
- Les listes à puces sont à éviter, des paragraphes rédigés étant largement préférés. Les tableaux sont à réserver à la présentation de données structurées (résultats, etc.).
- Les appels de note de bas de page (petits chiffres en exposant, introduits par l'outil «  Source ») sont à placer entre la fin de phrase et le point final[comme ça].
- Les liens internes (vers d'autres articles de Wikipédia) sont à choisir avec parcimonie. Créez des liens vers des articles approfondissant le sujet. Les termes génériques sans rapport avec le sujet sont à éviter, ainsi que les répétitions de liens vers un même terme.
- Les liens externes sont à placer uniquement dans une section « Liens externes », à la fin de l'article. Ces liens sont à choisir avec parcimonie suivant les règles définies. Si un lien sert de source à l'article, son insertion dans le texte est à faire par les notes de bas de page.
- La présentation des références doit suivre les conventions bibliographiques. Il est recommandé d'utiliser les modèles {{Ouvrage}}, {{Chapitre}}, {{Article}}, {{Lien web}} et/ou {{Bibliographie}}. Le mode d'édition visuel peut mettre en forme automatiquement les références.
- Insérer une infobox (cadre d'informations à droite) n'est pas obligatoire pour parachever la mise en page.

Pour une aide détaillée, merci de consulter Aide:Wikification.
Si vous pensez que ces points ont été résolus, vous pouvez retirer ce bandeau et améliorer la mise en forme d'un autre article.
Neil Newbon est un acteur anglais, connu pour avoir joué Elijah Kamski et Gavin Reed dans Detroit : Become Human, Karl Heisenberg dans Resident Evil Village et Astarion dans Baldur's Gate 3.

## Biographie
Neil Newbon est le fils du présentateur sportif d'ITV Gary Newbon. Son frère jumeau Laurence travaille comme caméraman.
Neil Newbon étudie au National Youth Theatre la méthode Stanislavski, ainsi que le travail de Yat Malmgren et tout un tas d'autres technique artistique au Giles Foreman Centre of acting.

## Carrière professionnelle
En 1998, Neil Newbon est apparu dans la saison un de la série humoristique de la BBC Two "Goodness Gracious Me" dans le rôle de James le serveur dans le remarquable sketch " Going for an English ".
Il est apparu dans de nombreux films.
Il fait la voix d'un conducteur de char dans Jackboots on Whitehall, qui met en vedette Ewan McGregor. Il joue dans les vidéoclips du Now Voyager Mix de "You Got the Love" de The Source, Candi Staton en 2006 et " Kingdom of Rust " de Doves en 2009.
En 2012, il rejoint le casting du feuilleton Hollyoaks de Channel 4, dans le rôle de Simon Walker.
Depuis 2012, Newbon travaille en tant que doubleur (création de voix) et en tant qu'acteur de capture de mouvements pour un certain nombre de personnages de jeux vidéo de premier plan, comme par exemple : Elijah Kamski dans Detroit : Become Human, Nicholai Ginovaef dans Resident Evil 3, Karl Heisenberg dans Resident Evil Village et Astarion dans Baldur's Gate . 3.
Pour sa performance en tant qu'Astarion, Neil Newbon remporte la meilleure performance aux The Game Awards 2023, ainsi que le prix Golden Joystick du meilleur acteur dans un second rôle,.

## Vie privée
Newbon est le cofondateur du centre de formation Performance Captured Academy, qui propose des cours de capture de mouvement pour les aspirants acteurs.
En 2012, il épouse la réalisatrice anglaise China Moo-Young et ils ont ensemble une fille.
En 2018, il confirme sa relation avec Saleta Losada, cofondatrice de Performance Captured Academy et ils se marient en juin 2023.

## Filmographie

### Film
| Année | Titre                          | Rôle               | Remarques                                                                         |
| ----- | ------------------------------ | ------------------ | --------------------------------------------------------------------------------- |
| 2001  | La Découverte du Ciel          | Quinté             |                                                                                   |
| 2006  | Opération Matchbox             | Cpl. Rhys Powell   |                                                                                   |
| 2006  | Are You Ready For Love? (en)   | Rob                |                                                                                   |
| 2008  | Beyond the Rave (en)           | Nicolas            | Direct to Video                                                                   |
| 2010  | Jackboots                      | Conducteur de char | Voix                                                                              |
| 2014  | Extinction                     | Rob                |                                                                                   |
| 2016  | Kingsglaive : Final Fantasy XV | Petra Fortis       | Voix; doublage anglais A également réalisé la capture de mouvement pour Nyx Ulric |

### Télévision
| Année      | Titre                            | Rôle                                                       | Remarques                                     |
| ---------- | -------------------------------- | ---------------------------------------------------------- | --------------------------------------------- |
| 1993       | Chris Croix                      | Garrett                                                    | Episode: "Saturday Night"                     |
| 1997       | Wycliffe                         | Rob Tyzack                                                 | Episode: "Près de chez soi"                   |
| 1998       | Delhi Royal                      | James                                                      | 1 épisode, non crédité                        |
| 1998-2007  | The Bill                         | Ian Robbins, Dominic Mileham, Gavin Sullivan, Billy Peters | 7 épisodes                                    |
| 1999       | Inspecteurs associés             | ET                                                         | Episode: "Il est temps d'y aller"             |
| 2000       | Rhona                            | Modèle artistique                                          | Episode: "Le jean heureux"                    |
| 2000       | Tessa à la pointe de l'épée      | Anton                                                      | Episode: "Le témoin"                          |
| 2002       | Seuls au bout du monde           | Ernst Robinson                                             | Téléfilm                                      |
| 2002       | Et alors ?                       | Seb                                                        | 2 épisodes                                    |
| 2003       | The Afternoon Play               | Malcolm Haye                                               | Épisode : "Délice turc"                       |
| 2003-2004  | Équipe de rêve                   | Luc Davenport                                              | 19 épisodes                                   |
| 2009       | Holby City                       | Gavin Sheldon                                              | Episode: "À couper le souffle"                |
| 2009       | Henri VIII : l'esprit d'un tyran | Lord Mounjoy, inquisiteur de Culpepper                     | 2 épisodes                                    |
| 2009       | Flics toujours                   | Justin Milburn                                             | Episode: "Le sang est plus épais que l'eau"   |
| 2009, 2014 | Doctors                          | Kenny Foulton, Michael Faulks                              | 2 épisodes                                    |
| 2010       | Je ne devrais pas être en vie    | Steve Callahan                                             | Episode: "76 jours à la dérive"               |
| 2012-2013  | Hollyoaks                        | Simon Walker                                               | 63 épisodes                                   |
| 2012       | Hollyoaks plus tard              | Simon Walker                                               | 4 épisodes                                    |
| 2015       | Residue                          | Osbourne, l'assistant de Keller                            | 3 épisodes                                    |
| 2016       | Voyage au bout de l'enfer        | Matthieu VanDyke                                           | Episode: "Le prisonnier américain de Kadhafi" |
| 2017       | Casualty                         | Pont Père Anthony                                          | 1 épisode                                     |

### Jeux vidéo
| Année | Titre                             | Rôle                                                      | Remarques                                                                                  |
| ----- | --------------------------------- | --------------------------------------------------------- | ------------------------------------------------------------------------------------------ |
| 2012  | The Secret World                  | John Galahad, Thoutmosis, le Père Lucian, Adrian Zorlescu |                                                                                            |
| 2014  | Castlevania: Lords of Shadow 2    | Capture de mouvement                                      |                                                                                            |
| 2015  | Until Dawn                        | Capture de mouvement                                      |                                                                                            |
| 2017  | Seigneurs de l'espace             | Voix additionnel                                          |                                                                                            |
| 2017  | Planet of the Apes: Last Frontier | Bryn, Mikey, voix supplémentaires                         |                                                                                            |
| 2018  | Detroit: Become Human             | Elijah Kamski, Gavin Reed                                 |                                                                                            |
| 2018  | Strange Brigade (en)              | Capture de mouvement                                      |                                                                                            |
| 2018  | Forza Horizon 4                   | Capture de mouvement                                      |                                                                                            |
| 2019  | We Happy Few                      | Nick Lightbearer                                          | DLC Lightbearer                                                                            |
| 2020  | Resident Evil 3                   | Nicolas Ginovaef                                          | Également capture de mouvement pour Brad Vickers, Nemesis et Robert Kendo[réf. nécessaire] |
| 2020  | Resident Evil : Resistance        | Nicolas Ginovaef                                          | Aussi la capture de mouvement[réf. nécessaire]                                             |
| 2020  | Beyond a Steel Sky                | Alonso                                                    |                                                                                            |
| 2021  | Resident Evil Village             | Karl Heisenberg                                           | Aussi la capture de mouvement[réf. nécessaire] Également le DLC Shadows of Rose            |
| 2022  | Star Wars: The Old Republic       | Cyborg, voix additionnel                                  | L'Héritage des Sith et Disorder DLC                                                        |
| 2022  | Xenoblade Chronicles 3            | Zéon                                                      |                                                                                            |
| 2023  | Deliver Us Mars                   | Isaac                                                     |                                                                                            |
| 2023  | Baldur's Gate III                 | Astarion                                                  | Aussi la capture de mouvement                                                              |
| 2023  | Warframe                          | Fibonacci                                                 |                                                                                            |

## Récompenses
| Année | Prix                         | Catégorie                                           | Œuvre nommée      | Résultat   | Réf.   |
| ----- | ---------------------------- | --------------------------------------------------- | ----------------- | ---------- | ------ |
| 2023  | Golden Joystick Awards       | Meilleur interprète de second rôle                  | Baldur's Gate III | Lauréat    | [ 5 ]  |
| 2023  | The Game Awards 2023         | Meilleure performance                               | Baldur's Gate III | Lauréat    | [ 11 ] |
| 2024  | New York Game Awards         | Great White Way Award pour le meilleur jeu d'acteur | Baldur's Gate III | Nomination | ,      |
| 2024  | DICE Awards                  | Réalisation exceptionnelle de caractère             | Baldur's Gate III | En attente | [ 14 ] |
| 2024  | British Academy Games Awards | Interprète dans un rôle de premier plan             | Baldur's Gate III | En attente | [ 15 ] |